# Ditte Cederstrand
Ditte Cecilie Cederstrand, född 14 augusti 1915 i Köpenhamn, död 14 november 1984 i Nykøbing Falster, var en dansk arbetarförfattare.
Ditte Cederstrand var dotter till konsthandlaren Thor Hjalmar Cederstrand (1884–1961) och Valborg Mary Petersen (1884–1938). Familjen var välbärgad och Cederstrand växte upp i Hellerup. Hon tog högre handelsexamen från Niels Brocks Handelsskole 1933 och arbetade sedan som sekreterare och firmakorrespondent. Hon gifte sig med den tyske prästen Siegbert Hummel 1937 och flyttade med honom till Dresden och senare Leipzig. Hon skilde sig från honom och flyttade tillbaka till Danmark 1944. Hon träffade sedan författaren Harald Herdal, som hon flyttade ihop med 1946 och sedan gifte sig med 1949. Genom honom kom hon i kontakt med flera av Danmarks mest framstående arbetarförfattare, som Martin Andersen Nexø, Hans Scherfig och Hans Kirk. Det resulterade bl.a. i att hon gick med i Danmarks Kommunistiske Parti (DKP) och den kommunistiska fredsorganisationen Danmarks Demokratiske Kvindeforbund. Hon exkluderades ur DKP 1950 på grund av sina förbindelser med Georg Moltved. Från 1975 var hon engagerad i Socialistisk Kulturfront och under sina sista år var hon knuten till Kommunistisk Arbejderparti, marxister-leninister där hon redigerade kulturdelen i deras partiorgan Arbejderbladet.
Cederstrand författardebuterade med en novell i tidskriften Vild Hvede 1946. Några år senare gav hon ut reseskildringen DDR (1951), som var ett resultat av hennes egna resor i Östtyskland tillsammans med Harald Herdal. Hon slog igenom med romantrilogin Den hellige alliance som bestod av Jubilæumsugen (1953), Kompromis (1954) och Perspektiv (1955). Hennes mest betydande och framgångsrika verk är dock romanserien De uspurgtes historie som utkom i sju delar 1974–1982. Dess handling är en släktssaga, centrerad kring arbetarfamiljen Strand, vars liv läsaren får följa i tre generationer. Vid sidan om sitt författarskap försörjde Cederstrand sig som lärare; Horserød statsfængsel (1952–1966), i Tanzania (1968–1969) och Roskildes folkhögskola (1969–1972).
Ett fåtal av hennes skrifter har översatts till svenska, men den mest spridda är kanske den av Proletärkultur översatta och utgivna Var hör du hemma – proletär?

## Erkännanden (i urval)
- Emma Bærentzens Legat (1955)
- Martin Andersen Nexø-Prisen (1979)
- Thit Jensens Forfatterlegat (1982)
- Kollegernes Ærespris (1983)